# Катастрофа Ли-2 под Бодайбо
Катастрофа Ли-2 под Бодайбо — авиационная катастрофа пассажирского самолёта Ли-2 компании Аэрофлот, произошедшая в субботу 24 апреля 1948 года на реке Витим в районе Бодайбо, при этом погибли 28 человек.

## Катастрофа
Экипаж, командиром которого был Быков В. Т., на самолёте Ли-2 с бортовым номером СССР-Л4460 23 апреля выполнял пассажирский рейс из Иркутска в Бодайбо с промежуточной остановкой в Киренске. Так как на маршруте от Киренска до Бодайбо погодные условия были хуже метеоминимума, то экипаж и пассажиры остались в Киренске на ночёвку. По имеющимся сведениям, ночью члены экипажа совместно с сотрудниками аэропорта начали в гостинице распивать алкогольные напитки. Утром 24 апреля небо на пути в Бодайбо было затянуто облаками, нижняя кромка которых находилась на высоте 600—1000 метров, а в самих облаках наблюдалось обледенение. Небо над Бодайбо в свою очередь было затянуто облаками с нижней границей 1000—1500 метров, а видимость достигала 10 километров. Несмотря на сложные погодные условия на маршруте, в 6 утра экипаж начал готовиться к вылету в Бодайбо, а начальник аэропорта разрешил вылет с эшелоном полёта 1800 метров, то есть в облаках. В ходе предполётной подготовки второй пилот Крупин ушёл в буфет, где выпил спирта. Когда борт Л4460 вырулил на старт, то в Бодайбо погода уже ухудшилась, поэтому экипаж был вынужден вернуться на стоянку. Когда в аэропорту назначения погода всё же улучшилась, в 08:00 авиалайнер вылетел из Киренска.
По плану полёт должен был проходить через Витим, однако экипаж принял решение спрямить маршрут. В 09:05 экипаж доложил, что имеется небольшая вибрация правого двигателя, а в 09:33 было сообщено, что полёт проходит в облаках, при этом вибрация двигателя усилилась. После этого экипаж на связь уже не выходил. Как было установлено, в полёте экипаж неожиданно столкнулся с сильной метелью, но, вероятно, из-за воздействия алкоголя, принял решение не возвращаться, а продолжать полёт, пробиваясь сквозь снегопад. В районе Мамы пилоты снизились через просвет в облаках и далее летели вдоль русла реки Витим на высоте 100 метров ниже окружающих гор. Периодически авиалайнер попадал в снежные заряды, а болтанка всё возрастала, из-за чего начали деформироваться фюзеляж и крыло, а крены достигали 50—60°. Пассажиры уже потеряли сознание и их просто швыряло по салону. Затем в районе села Мамакан и в 15 километрах от Бодайбо Ли-2 попал в очередной снежный заряд, который оказался роковым. Потеряв управление, самолёт с левым креном рухнул вниз и врезался в лёд реки. Спасательные службы обнаружили только одного выжившего пассажира. Все остальные 28 человек погибли.

## Причины
Согласно заключению комиссии, расследовавшей происшествие, к катастрофе привело сочетание ряда факторов:
- Выпуск самолёта при погоде ниже минимума;
- Согласие на приём в условиях такой погоды;
- Продолжение полёта при встрече тяжелых метеоусловий;
- Попадание в болтанку на малой высоте с потерей управляемости и частичной деформацией самолёта;
- Неправильный прогноз погоды.